# Wasserkraftwerk Mambach
Das Wasserkraftwerk Mambach ist ein Laufwasserkraftwerk im Südschwarzwald. Es ist das leistungsfähigste der Wasserkraftwerke an der Wiese, einem der größeren Flüsse aus dem Schwarzwald. Das Kraftwerk liegt direkt an der B 317, nördlich der ehemaligen Gemeinde Mambach am Ende des Mittellaufs der Wiese. Das Gebäude steht unter Denkmalschutz.

## Geschichte
Das Kraftwerk Mambach wurde zwischen 1897 und 1899 erbaut und ging im Dezember 1899 in Betrieb. Nach der Inbetriebnahme wurden mehrere Gemeinden in der Region, darunter das ehemalige Dorf Mambach, die Stadt Zell im Wiesental sowie eine Spinnerei und eine Papierfabrik mit Strom versorgt.
Im Jahr 1990 wurde das Kraftwerk renoviert, in den Jahren 2003 und 2004 folgte die Umstellung auf automatisierten Betrieb. 2014/2015 erfolgte eine weitere Sanierung, wobei die alten Francis-Spiralturbinen aus der Anfangszeit durch zwei moderne Aggregate desselben Typs ersetzt wurden.

## Technik
Das Triebwasser wird 3,76 Kilometer flussaufwärts mittels eines Einlaufbauwerks bei der Kastler Brücke (Gemeinde Fröhnd) der Wiese entnommen und über einen erdüberdeckten Freispiegelkanal (Durchmesser zwei Meter) am Hang bis direkt oberhalb des Kraftwerks geführt. Dort befindet sich das Wasserschloss als Einleitung in eine Druckröhre. Bei einem nutzbaren Gefälle von ca. 37 m beträgt die installierte Leistung ca. 1,2 MW. Die Einspeisung der erzeugten Energie erfolgt über eine 20-kV-Schaltanlage mit Freileitungsanschluss. Von den Turbinen wird das Wasser dann über einen 200 Meter langen unterirdischen Kanal wieder in den Fluss geleitet.